# KLF2
KLF2 (англ. Kruppel like factor 2) – білок, який кодується однойменним геном, розташованим у людей на короткому плечі 19-ї хромосоми. Довжина поліпептидного ланцюга білка становить 355 амінокислот, а молекулярна маса — 37 420.
| 10         |  | 20         |  | 30         |  | 40         |  | 50         |
| ---------- |  | ---------- |  | ---------- |  | ---------- |  | ---------- |
| MALSEPILPS |  | FSTFASPCRE |  | RGLQERWPRA |  | EPESGGTDDD |  | LNSVLDFILS |
| MGLDGLGAEA |  | APEPPPPPPP |  | PAFYYPEPGA |  | PPPYSAPAGG |  | LVSELLRPEL |
| DAPLGPALHG |  | RFLLAPPGRL |  | VKAEPPEADG |  | GGGYGCAPGL |  | TRGPRGLKRE |
| GAPGPAASCM |  | RGPGGRPPPP |  | PDTPPLSPDG |  | PARLPAPGPR |  | ASFPPPFGGP |
| GFGAPGPGLH |  | YAPPAPPAFG |  | LFDDAAAAAA |  | ALGLAPPAAR |  | GLLTPPASPL |
| ELLEAKPKRG |  | RRSWPRKRTA |  | THTCSYAGCG |  | KTYTKSSHLK |  | AHLRTHTGEK |
| PYHCNWDGCG |  | WKFARSDELT |  | RHYRKHTGHR |  | PFQCHLCDRA |  | FSRSDHLALH |
| MKRHM      |  |            |  |            |  |            |  |            |

A: Аланін

C: Цистеїн

D: Аспарагінова кислота

E: Глутамінова кислота

F: Фенілаланін

G: Гліцин

H: Гістидин

I: Ізолейцин

K: Лізин

L: Лейцин

M: Метіонін

N: Аспарагін

P: Пролін

Q: Глутамін

R: Аргінін

S: Серин

T: Треонін

V: Валін

W: Триптофан

Кодований геном білок за функціями належить до активаторів, фосфопротеїнів. 
Задіяний у таких біологічних процесах, як транскрипція, регуляція транскрипції. 
Білок має сайт для зв'язування з іонами металів, іоном цинку, ДНК. 
Локалізований у ядрі.